# Plínio Ramos Coelho
Plínio Ramos Coelho (Humaitá, 21 de fevereiro de 1920 — Manaus, 5 de agosto de 2001) foi um advogado, jornalista, professor e político brasileiro. Foi governador do estado do Amazonas, de 31 de janeiro de 1955 a 31 de janeiro de 1959 e de 31 de janeiro de 1963 a 27 de junho de 1964.

## Dados biográficos
Plínio Ramos Coelho nasceu em Humaitá (AM) no dia 21 de fevereiro de 1920, filho de Francisco Plínio Coelho e de Ana Ramos Coelho. Seu irmão, Paulo Ramos Coelho, foi senador entre 1962 e 1963 e deputado federal pelo Amazonas entre 1963 e 1967.
Estudou no Colégio Dom Bosco, no Ginásio Amazonense, na Escola Normal e na Escola de Comércio Solon de Lucena, todos situados em Manaus. Formou-se professor pelo Instituto de Educação e bacharelou-se pela Faculdade de Direito do Amazonas. Foi escrivão da Vara Privativa do Crime, em Manaus, e inspetor de ensino.
Em janeiro de 1947, elegeu-se deputado à Assembleia Constituinte do Amazonas na legenda do Partido Trabalhista Brasileiro (PTB). Participou dos trabalhos constituintes e, com a promulgação da nova Carta estadual, passou a exercer mandato ordinário. Eleito deputado federal por seu estado em outubro de 1950, na legenda da coligação formada pelo PTB e o Partido Social Progressista (PSP), foi empossado em fevereiro do ano seguinte.
Nas eleições de outubro de 1954, como candidato do PTB ao governo do Amazonas, derrotou Rui Araújo, lançado pela coligação da União Democrática Nacional (UDN) com o Partido Social Democrático (PSD), o Partido Democrata Cristão (PDC) e o Partido Trabalhista Nacional (PTN), e José Francisco da Gama e Silva, do PSP. Em janeiro de 1955 deixou a Câmara e assumiu o governo amazonense. Permaneceu no cargo até janeiro de 1959, quando foi substituído pelo professor Gilberto Mestrinho, político que indicara como candidato e que saíra vitorioso no pleito de outubro de 1958. Posteriormente, Mestrinho afastou-se de Plínio Coelho e o rompimento entre os dois dividiu a política amazonense entre os partidários de um e de outro. Em 1962, os dois políticos se reconciliaram graças à interferência do presidente João Goulart, chefe nacional do PTB. Em outubro desse ano, Plínio Coelho elegeu-se mais uma vez governador do Amazonas, sempre na legenda trabalhista e com o apoio de Mestrinho, derrotando dessa vez Paulo Néri, apoiado pelo PSD e pela UDN. Foi empossado em 31 de janeiro de 1963.
Em 31 de março de 1964, um movimento político-militar depôs o presidente João Goulart e a junta militar que assumiu o poder editou o Ato Institucional nº 1 (AI-1) no dia 9 de abril, punindo os adversários do novo regime. Em 13 de junho desse ano, Plínio Coelho teve seu mandato cassado e seus direitos políticos suspensos por dez anos, nos termos do AI-4. Foi substituído no governo amazonense pelo professor Artur César Ferreira Reis, indicado pelo presidente Humberto Castelo Branco e ratificado pela Assembléia Legislativa do estado. Em 19 de abril de 1965, teve sua prisão decretada.
Durante a campanha para as eleições de novembro de 1974, apoiou Flávio de Brito, candidato ao Senado pelo partido governista, a Aliança Renovadora Nacional (Arena). Contudo, Brito foi derrotado por Evandro Carreira, lançado pelo partido de oposição, o Movimento Democrático Brasileiro (MDB). Com o fim do bipartidarismo em 29 de novembro de 1979 e a consequente reformulação partidária, Plínio Coelho filiou-se ao novo PTB, presidido pela ex-deputada Ivete Vargas, vindo a assumir a vice-presidência do partido no Amazonas. Nessa legenda, concorreu ao governo do estado no pleito de novembro de 1982, mas foi derrotado pelo candidato do Partido do Movimento Democrático Brasileiro (PMDB), Gilberto Mestrinho.
Afastado do cenário político desde então, dedicou-se ao magistério, passando a lecionar direito comercial e ciências econômicas na Faculdade de Direito do Amazonas, aposentando-se posteriormente.
Foi membro da Associação Amazonense de Professores, da Associação Amazonense de Imprensa, da Academia Amazonense de Letras e da Academia Amazonense de Letras Jurídicas.
Faleceu em Manaus no dia 5 de agosto de 2001.
Foi casado com Nazaré de Albuquerque Coelho, com quem teve sete filhos. Contraiu segundas núpcias com Aliete Borges Coelho, com quem teve três filhos.
Publicou Em defesa da autonomia municipal e Amazônia, Vargas e o imperialismo.